# Mystic Messenger
Mystic Messenger (수상한메신저?, Susanghan mesinjeoLR; lett. "Messanger sospetto") è un videogioco per dispositivi mobile di genere visual novel, sviluppato in Corea del Sud da Cheritz e rilasciato il giorno 8 luglio 2016 per Android e il 18 agosto 2016 per iOS. Il gioco è disponibile in quattro lingue: coreano, inglese, cinese e spagnolo.
Nel 2017, Mystic Messenger ha vinto il premio come miglior Indie Game ai Korea Game Awards.

## Trama
Il giocatore impersona la protagonista MC ("main character" in inglese), che scarica sul cellulare una app di chat istantanea, dove viene contattata da un soggetto chiamato Unknown, il quale la convince a entrare, tramite una combinazione di codici, nell'appartamento di Rika, la fondatrice morta dell'associazione di beneficenza RFA (Rika's Fundraising Association). Dopo aver parlato con Unknown, MC entra nella chatroom riservata ai membri dell'associazione, dove cinque persone stanno discutendo. Le viene allora chiesto di organizzare il prossimo evento di beneficenza, invitando diversi ospiti tramite email. Inoltre si può relazionare con uno dei compagni di chat e seguirne la storia e crescita personale.

## Modalità di gioco
Le modalità di gioco disponibili sono tre:
- Casual Story, in cui è possibile seguire la storia di Zen, Yoosung o Jaehee
- Deep Story, acquistabile con ottanta clessidre, in cui è possibile seguire il percorso di Jumin o 707
- Another Story, acquistabile con cinquecentocinquanta clessidre, dove è possibile seguire la storia di V o Ray, un nuovo personaggio. L'Another Story si colloca narrativamente un anno antecedente gli eventi delle altre due modalità. È consigliato giocarla dopo aver concluso le due Secret Ending, ottenibili con la Good Ending di 707.

Le clessidre si possono guadagnare durante le chat, comprare nello store o ricavare ciascuna da cento "cuori". Esse sono indispensabili per partecipare alle chat perse o per chiamare i personaggi, inoltre possono essere utilizzate per comprare la Deep Story, la Another Story o i contenuti scaricabili e gli After-ending, che mostrano la storia di un personaggio dopo l'effettivo finale di ogni route.
Tra una chat e un'altra, il giocatore può passare il tempo tra chiamate, messaggi privati e momenti dedicati alle visual novel, che mostrano i personaggi in varie situazioni, passate o presenti, o si svolgono in tempo reale permettendo al giocatore di interagire tramite il sistema di scelta multipla.
Il gameplay si basa sull'utilizzo di diversi strumenti:
- Una chatroom.[3] Le chat sono disponibili a orari pre-impostati in tempo reale per ogni giorno di gioco. È possibile partecipare a una chat solo finché non è disponibile la successiva. Le chat vanno avanti anche se il giocatore non partecipa: ciò permette ugualmente di ottenere delle clessidre, ma non dei cuori.[4] Questi ultimi si possono guadagnare solo durante le chat dando risposte a scelta multipla, e servono per sviluppare in meglio o in peggio la relazione con uno dei membri dell'associazione.
- Le chiamate vocali.[5] Il giocatore può ricevere in diversi momenti della giornata delle chiamate vocali, cui ha dieci secondi di tempo per rispondere. Può inoltre chiamare gli altri personaggi, che però non sempre rispondono.
- SMS.[6] Il giocatore può ricevere messaggi di testo e rispondere. I messaggi non hanno peso sul finale del gioco, ma permettono di guadagnare cuori.
- Un album di foto.[7] È possibile visualizzare le foto ottenute durante il gioco.
- Email.[8] Il giocatore può scambiare email per invitare più persone al party dell'ultimo giorno. La partecipazione dell'invitato dipende dalle risposte date dal giocatore.
- Stato. È possibile guardare l'immagine del profilo e lo stato dei personaggi principali, che vengono aggiornati in diversi momenti del gioco.
- Impostazioni. È possibile cambiare il nome e la foto del profilo che vengono visualizzati nelle chatroom, salvare i progressi di gioco, cambiare le impostazioni del suono e quelle di notifica e accedere al proprio account.
- Carica. È possibile caricare progressi di gioco spendendo 5 clessidre, sbloccare un nuovo slot di salvataggio per 50 clessidre o eliminarne uno.
- After-ending. Acquistabili con 20 clessidre, 740 per V, sono disponibili per ognuno dei sette personaggi, eccetto Ray, solo dopo averne completato il rispettivo percorso ed aver ottenuto un finale buono. Mostrano la storia dopo il finale del gioco.
- Extra. Negli extra è possibile visualizzare gli album di foto, le informazioni relative agli invitati del party, la cronologia delle chat e delle telefonate.
- Speciali. Contiene i contenuti scaricabili, come il "Christmas Special 2016" che costa 100 clessidre, l' "April Fool's Day Special 2017" che costa 60 clessidre, il "Valentine's Day Special" che costa 20 clessidre a personaggio e la "Rika Behind Story", 60 clessidre a episodio.

### Percorsi
Non si possono giocare due route contemporaneamente. I percorsi dei vari personaggi sono singoli e non interferiscono tra loro.
Il gioco è in tempo reale e in tutte le modalità di gioco la durata effettiva del gameplay è di 11 giorni. Ogni giorno sono disponibili più di 10 chatroom. Il primo giorno costituisce il prologo ed è comune nelle modalità Casual e Deep. Successivamente, terminati i primi quattro giorni di chat, il giocatore raggiunge un game branch: in base alle risposte che sono state date, può ritrovarsi in una delle Bad Ending, oppure viene indirizzato verso un personaggio specifico del quale può seguire le vicende personali. Ulteriori sei giorni sono dedicati alla storia del personaggio scelto e l'undicesimo giorno si partecipa al party.

### Tipi di ending
Vi sono sei tipi di finale che il giocatore può raggiungere.
- Good Ending. Avviene quando il giocatore è riuscito a superare tutti gli undici giorni di chat e ogni game branch. Per ricevere la Good Ending, o finale buono, dovrà invitare più di 10 ospiti al party (17 ospiti nella Another Story).
- Normal Ending. Avviene quando il giocatore è riuscito a superare tutti gli undici giorni di chat e ogni game branch. Per ricevere la Normal Ending, o finale normale, dovrà invitare da 0 a 10 ospiti al party.
- Bad Story Ending. Avviene quando il giocatore ha scelto risposte che non aiutano il personaggio di cui sta facendo la route. Vi sono tre Bad Story End e si trovano al settimo giorno, all'ottavo o nono giorno e al decimo giorno dopo i game branch.
- Bad Relationship Ending. Avviene quando il giocatore ha partecipato a meno del 30% di ogni giorno o quando il giocatore prende più cuori di un personaggio differente da quello di cui sta facendo la route. Vi sono due Bad Relationship Ending e si possono trovare al settimo giorno e al decimo giorno dopo i game branch.
- Common Bad Ending. Avviene quando il giocatore, nei primi quattro giorni di gioco, non è riuscito a prendere una route. Le cause possono essere che il giocatore non ha partecipato abbastanza alle chatroom o che ha favorito i personaggi che non hanno la route nella modalità scelta. La Bad Ending si svolge nel quarto giorno di gioco. C'è solo una Common Bad Ending per modalità.
- Bad Prologue Ending. Questa ending si può ottenere durante il prologo. Una è disponibile nel prologo comune delle modalità Casual e Deep, mentre tre si possono ottenere durante il prologo dell'Another Story.

## Personaggi
- Yoosung Kim
È uno dei personaggi disponibili nella Casual Story. È il cugino di Rika e disprezza V, il suo fidanzato, incolpandolo del suo suicidio. A causa della morte di Rika, parla molto di lei e la paragona alla giocatrice, al punto da confondere le due. A parte il suo odio verso V, Yoosung è dolce, gentile e molto innocente, viene condizionato dagli altri nella maggior parte dei casi, ed è possessivo. Incontrò Rika per la prima volta alle scuole medie e grazie a lei iniziò a fare volontariato, finendo con il diventare un membro della RFA. Quando il cane di Rika morì, scelse di specializzarsi in medicina per diventare un veterinario, ottenendo i voti più alti in ogni materia. Dopo la morte di Rika, ha iniziato a giocare ai videogiochi, tra cui LOLOL, il suo preferito, fino a tarda notte, e il suo rendimento scolastico è peggiorato e non è motivato a continuare gli studi. È indeciso su cosa fare nella sua vita ed ha problemi nel responsabilizzarsi, difatti cambia corso scolastico varie volte. Quando il giocatore inizia la sua route, Yoosung ricomincia a frequentare la scuola con buoni voti e smette di giocare a LOLOL. Infine il suo sogno di diventare veterinario si realizza.

- Zen
Il suo vero nome è Hyun Ryu, ed è uno dei personaggi disponibili nella Casual Story. Zen è un attore e cantante abbastanza famoso. È narcisista, infatti parla spesso del suo bell'aspetto, allegando suoi selfie nel mentre. Comunque, preferirebbe essere riconosciuto per le sue doti al posto del suo aspetto. Zen è molto leale e si preoccupa della salute e sicurezza degli altri membri della RFA. Zen è il figlio minore della sua famiglia. Viveva con sua madre, suo padre e suo fratello maggiore, che gli ripetevano che era brutto e che non sarebbe diventato niente se non avesse studiato. Hyun si confidava con suo fratello, che gli spiegava che sua madre gli diceva tutte quelle cose solo per proteggerlo dagli altri, data la sua bellezza, e per evitare che prendesse una brutta strada infangando il nome della famiglia. Una volta iniziata la scuola superiore, Zen iniziò ad avere confidenza nel suo aspetto e iniziò ad interessarsi ai musical, scoprendo la sua passione nella recitazione e nella musica, creando così un disaccordo con sua madre che voleva invece che diventasse un dottore o un avvocato come suo fratello. Durante questi anni suo fratello cominciò a dirgli, come la madre, di studiare per diventare diligente come lui, tradendo così la fiducia di Hyun. A causa di ciò, lasciò la scuola e scappò di casa. Si trasferì in un appartamento di cui riusciva a malapena a pagare l'affitto. Zen ammette anche di aver minacciato delle persone per soldi per sopravvivere. Un giorno dopo le prove di un musical, incontra Rika, che tiene un bouquet di rose per lui. Gli rivela che era una sua grande fan da due anni, quando Zen aveva appena iniziato a recitare. Con Rika incontra anche V e insieme gli offrono di entrare a far parte della RFA. Inizialmente rifiuta, ma dopo essere stato salvato da V durante un incidente stradale, decide di accettare.

- Jaehee Kang 
È uno dei personaggi disponibili nella Casual Story , ed è l'unico personaggio femminile ad avere una route. È la vice segretaria della C&R International Company e lavora anche come assistente di Jumin Han. Nonostante all'inizio del gioco non si fidi di MC, è in realtà molto operosa e gentile. Ha un senso dell'umorismo unico e sa relazionarsi bene con gli altri. Preferisce avere tutto sotto controllo e per lei è frustrante quando le cose non vanno secondo come erano state decise. Deve essere responsabile di molte cose, e deve pure occuparsi del suo capo sia durante il lavoro sia durante la sua vita personale, per esempio quando Jumin le lascia in custodia la sua gatta. La madre di Jaehee sposò un uomo 20 anni più grande di lei. Suo padre morì per una malattia quando Jaehee era piccola, lasciando lei e sua madre sole. In seguito, la madre morì in un incidente stradale quando Jaehee era in prima superiore e venne poi adottata dagli zii, seppur essi non fossero entusiasti di ciò. Dopo essersi laureata, venne assunta da Jumin sotto il consiglio di V, ed entrò nella RFA per aiutare meglio Jumin nel suo lavoro.

- Jumin Han
Uno dei personaggi disponibili nella Deep Story, fa parte di una famiglia molto ricca ed è erede della C&R International Company. Odia le persone che lo avvicinano solo per il suo denaro, e ciò lo ha portato ad avere un numero ristretto di amici (tra cui V). È oggettivo per la maggior parte del tempo e preferirebbe che gli altri agissero come lui. Pensa che ogni relazione con le altre persone sia inutile e preferisce invece concentrarsi sul suo lavoro e sulla sua gatta, Elizabeth 3rd. Ciò gli dà l'impressione di essere un uomo freddo o addirittura un robot, come scherza 707 durante le chatroom. Ha uno strano senso dell'umorismo ed è un amante del vino. Nonostante la sua freddezza, tiene ai membri della RFA e li aiuta senza pensarci due volte quando è necessario. Jumin è nato nel lusso. È uno dei direttori della C&R, una delle compagnie più importanti e riconosciute nel paese. A causa di ciò, ha una prospettiva del mondo ben differente dagli altri membri della RFA che lo porta ad avere vari litigi con Zen. Ha anche un buon rapporto con suo padre, nonostante egli sia un donnaiolo. A Jumin non importa di ciò, finché non influenza il suo lavoro. Il presidente Han, suo padre, divorziò dalla madre di Jumin quando questi era piccolo e ciò lo ha distanziato da lei. Nella Deep Story, suo padre inizia una relazione con un'attrice famosa di nome Glam Choi e vuole forzare il figlio a sposare un'allieva di Glam, Sarah Choi.

- 707
Il suo vero nome è Saeyoung Choi, ribattezzato poi in Luciel Choi. Spesso chiamato Seven, è uno dei personaggi disponibili nella Deep Story. Lavora per i servizi segreti ed è il miglior hacker nel mondo del gioco. Ha un quoziente intellettivo maggiore di 300. Per la maggior parte, Seven ha una personalità molto bizzarra e simpatica. Tende spesso a far scherzi di ogni genere agli altri membri della RFA. Usa un linguaggio informale e ama molto le sue macchine, tanto che le chiama "bambine". Fuori dalla chatroom è, in realtà, depresso. Questo a causa del suo passato e della sua professione, che potrebbe mettere in pericolo ogni persona intorno a lui. Ciò lo porta ad essere isolato e ad allontanare chiunque provi ad avvicinarsi emotivamente a lui. Saeyoung crebbe con suo fratello gemello Saeran, figli illegittimi del primo ministro del paese. La madre abusava dei due e li teneva nascosti al padre, che ricattava in cambio di soldi. Dopo aver conosciuto Rika in Chiesa, e successivamente V, Saeyoung iniziò a studiare hacking, promettendo a suo fratello che un giorno sarebbero scappati insieme da quel luogo. Però, a 14 anni, Saeyoung cambiò identità e lasciò indietro Saeran per proteggerlo dal padre, sotto consiglio di V. In cambio, Rika e V gli promisero che si sarebbero presi cura di Saeran. Fidandosi della coppia, Luciel cominciò a lavorare come agente segreto e hacker per nascondere la sua vera identità.

- V
Il suo vero nome è Jihyun Kim, ed è uno dei personaggi disponibili nell'Another Story dal 9 settembre 2017. È Il leader della RFA, nonostante sia spesso offline a causa dei suoi "viaggi": è un fotografo, nonostante stia diventando cieco. Era il fidanzato di Rika e cade in depressione quando la loro relazione termina, nonostante non lo mostri. È il tipo di persona che tiene tutto per sé e che prende il peso di ogni cosa sulle proprie spalle, piuttosto che ferire altre persone. È molto leale, infatti nonostante i problemi di Rika, lui continuava a starle accanto e le ripeteva che sarebbe rimasto anche se un giorno lo avesse ferito. Controlla Rika anche quando risiede a Mint Eye come leader, e si sente in colpa per aver mentito riguardo alla sua morte agli altri membri della RFA, ma ritiene che sia per il loro bene. V è cresciuto in una famiglia benestante. Suo padre è un uomo d'affari e sua madre era una violinista, fino alla nascita di Jihyun, poiché diventò sorda durante la gravidanza. Il padre divorziò da lei quando Jihyun era piccolo, e non la incontrò fino al suo quarto anno d'età. Quando crebbe, iniziò a conoscerla meglio e grazie a lei iniziò a dipingere. Quando la madre lo iscrisse a un concorso di pittura senza il suo consenso, si arrabbiò dicendo che quella non era la strada per lui, bensì la sua strada era diventare un uomo d'affari come il padre e smise di dipingere. Però, dopo che la madre si sacrificò per salvargli la vita durante un incendio, Jihyun capì che l'arte era la sua strada e diventò un fotografo. Durante una sua mostra, incontrò Rika, che aveva fissato una fotografia del sole scattata da V per vari giorni di fila. Nella Secret Ending 01, Jihyun è completamente cieco.

- Unknown
È uno degli antagonisti principali del gioco. Il suo vero nome è Saeran Choi, ed è il gemello di Saeyoung o 707. È un membro di una organizzazione illegale chiamata Mint Eye, fondata da Rika. Nell'Another Story, Saeran è conosciuto come Ray, personaggio la cui route è disponibile dal 31 gennaio 2018. Unknown è molto ostile e difensivo nei confronti di chiunque. A Mint Eye gli è stato fatto il lavaggio del cervello più volte ed è stato drogato ripetutamente per fargli credere di esser stato abbandonato da suo fratello. A causa di ciò è diventato paranoico e rifiuta di fidarsi di chiunque per paura di essere ancora tradito. Soffre di vari disturbi di personalità, tra cui il disturbo borderline di personalità, a causa delle droghe e degli abusi che ha subito fin da piccolo. Possiamo riscontrare in lui varie “personalità” nel corso della storia. Le sue personalità sono Saeran e Ray. È possibile incontrare Ray solo durante l'Another Story, dato che è ambientata un anno antecedente agli eventi principali del gioco. Ray è molto gentile e sincero, e preferirebbe morire piuttosto che ferire qualcuno. Nonostante ciò, viene sempre visto dubitare di se stesso una volta ottenuta la sua route. Convinto dalle parole di Rika, crede di essere inutile e stupido, che non merita gentilezza, proprio come gli ripeteva la madre. Vorrebbe proteggere MC ma pensa di non esserne in grado. La seconda personalità è molto aggressiva. È molto instabile mentalmente e ciò lo rende aggressivo e offensivo con chiunque, al punto di abusare di MC varie volte durante il corso della route. Alla fine della sua route, Saeran scappa da Mint Eye con MC e infine trova se stesso, combinando le sue personalità. Il Saeran finale ha una personalità seria, responsabile e gentile; chiama MC il suo angelo e la ringrazia per essere sempre stata al suo fianco nonostante tutto ciò che hanno passato entrambi. Saeran, come Saeyoung, è il figlio illegittimo del primo ministro del paese. Durante la sua infanzia era abusato dalla madre, che lo feriva e lo teneva senza cibo e acqua per giorni o lo legava per evitare che scappasse. Le sue memorie più care sono quelle dove mangiava il gelato con Saeyoung o quelle dove guardava il cielo, quando entrambi uscivano di casa senza farsi notare dalla madre. Dopo la scomparsa di Saeyoung, Saeran diventò più fragile e la madre incominciò ad abusare di lui più di prima. Un giorno V e Rika si recarono a casa di Saeran e, col permesso della madre, Saeran iniziò a frequentare la stessa chiesa di suo fratello. Durante questo periodo rimaneva spesso con V, con cui condivideva la passione per i fiori. V aveva anche intenzione di insegnargli la fotografia. Però, dopo un po' di tempo, V cominciò a essere impegnato con il lavoro di Saeyoung e la sua relazione con Rika si stava deteriorando. Rika approfittò del momento per far diventare Saeran un hacker. In seguito Rika rapì Saeran e lo reclutò a Mint Eye, dove fu forzato a prendere numerose droghe. A Mint Eye lavora come hacker ed è uno dei credenti più affiatati. È convinto che Rika sia la sua salvatrice e esegue ogni suo ordine.

- Rika
Il suo nome di nascita è Mina, poi cambiato in Serena dopo essere stata adottata, è la fondatrice della RFA e fidanzata di V. Quando il giocatore entra a far parte della RFA viene a sapere che Rika è morta per suicidio. I membri la descrivono come una ragazza solare, brillante e carismatica, che aveva lo scopo di rendere felici i più bisognosi. In realtà, Rika soffre di disturbi mentali causati dall'abuso minorile e la negligenza subite fin dall'infanzia. La madre biologica si tolse la vita, quindi Mina andò a vivere in orfanotrofio. Lì conobbe Mika, una ragazza di tre anni più grande di lei. Le due si ritenevano sorelle e si proteggevano a vicenda. Un giorno, però, Mina venne adottata dagli zii di Yoosung e le due amiche furono costrette a separarsi. La matrigna era violenta e la forzava a seguire una vita religiosa severa. Nonostante ciò veniva sempre definita "Satana" e le dicevano che era posseduta dal demonio. Il prete l'abusava sessualmente, ritenendo che in quel modo il demonio avrebbe abbandonato il suo corpo. Dopo vari anni Serena confessa il tutto alla madre, ma lei risponde che era solo un rituale per scacciare via Satana dal suo corpo. Mentre si stava nascondendo dal parroco in ospedale, incontra di nuovo Mika e le due si aggiornano sulle loro vite, ma Serena decide di non rivelare all'amica le sue sofferenze per non farla preoccupare. Successivamente scopre che Mika soffre di cancro all'occhio sinistro. Rika inizia a convincersi di essere un vero e proprio demonio quando trova una cagnolina abbandonata; dopo aver ricevuto una risposta negativa alla richiesta di tenere la cagnolina in casa, Rika incominca a rispondere con false minacce ad ogni obbligo che le era imposto, del tipo "Se mi manderete via di casa, Satana vi porterà all'inferno", e così con ogni persona. Ma profondamente Serena vuole essere buona e una volta adolescente, inizia a fare volontariato. Aiuta le persone bisognose e viene definita un angelo per il suo buon animo. Un giorno, mentre era in Chiesa, un bambino le chiede di insegnargli a cantare per il suo fratellino minore. Rika, notando il talento del bambino, ovvero Saeyoung, incomincia a insegnargli varie materie, tra cui la matematica in cui era davvero un fenomeno. Ma un giorno, grazie alla forza ricevuta dalla cagnolina Sally, Rika confessa tutti gli abusi subiti dal parroco di fronte agli altri credenti e accusa le persone di smettere di amare i loro bambini solo perché hanno fatto qualcosa di sbagliato. Sfortunatamente nessuno le crede, ma invece la considerano posseduta dal demonio. Dopo esser stata buttata fuori di casa vive in una delle Chiese in cui offre volontariato con la sua cagnolina Sally. Un giorno visita una mostra e vede una fotografia del sole, che le trasmette l'amore materno che supplica di ricevere dalla tenera età. Dopo aver assistito ad altre sue mostre, conosce finalmente il fotografo, ovvero V. I due diventano sempre più vicini ma Rika ha paura di mostrargli la sua oscurità. Però, V la prega di farlo e Rika, per la prima volta, si sente amata. I due fondano la RFA, un'associazione che organizza party di beneficenza. Nel frattempo Mika viene ospitata nell'appartamento di Rika dato che Mika non ha mai avuto una casa. Allora Mika decide di ideare il culto di Mint Eye e nonostante Rika ne sia contraria, Mika la convince ad usare Saeran, il bambino che voleva proteggere, per trarre la RFA alla futura religione Mint Eye. A quel punto Rika inizia a manifestare la sua oscurità, trattenuta per troppo tempo. Un giorno, nel tentativo di difendersi, uccide la madre di Saeran e Saeyoung, e successivamente acceca V. Dopo questi eventi, e la morte della sua fidata cagnolina e dell'amica Mika, essa si trasferisce a Magenta, una struttura tra la montagne, di cui ha ottenuto i permessi di costruzione grazie al suo dono della parola. A Magenta ha luogo Mint Eye, un'associazione illegale che forza i suoi credenti, oltre 900, a seguire la Salvatrice, ovvero Rika, tramite miscele di droghe e lavaggi del cervello. Dopo due anni dalla fondazione di questo culto, Rika mette in atto il piano progettato dalla defunta Mika, ovvero di rendere la RFA credenti di Mint Eye. Qui entra in scena MC, che sarebbe dovuta essere la chiave per portare la RFA a Mint Eye.

## Contenuti scaricabili
Il primo contenuto scaricabile è uno speciale per il giorno di Natale, il Christmas Special 2016, rilasciato il 19 dicembre 2016 per Android e iOS. Contiene due giorni di gameplay, otto finali, suonerie speciali e 25 nuove immagini. È necessario spendere cento clessidre per sbloccarlo.
Il 21 marzo 2017 è stato rilasciato uno speciale per il 1º aprile, April Fool's Special 2017, contenente un giorno di gameplay, tre finali, suonerie speciali e 23 immagini per gli album. È possibile ottenerlo con sessanta clessidre.
Un ulteriore contenuto scaricabile è dedicato al giorno di san Valentino, un nuovo After Ending per ognuno dei personaggi, eccetto V e Ray. Contiene 16 immagini e nuove suonerie. È possibile giocarlo spendendo venti clessidre a personaggio, e si può trovare nella scheda dei DLC.
Il 14 febbraio 2019 sono stati rilasciati l'After Ending di V e la Rika's Behind Story, ovvero la storia del passato di Rika. Il nuovo After Ending, unico dagli altri, ha due possibili finali: uno dove si possono perdonare sia Rika sia Jihyun, il Forgive Ending, e l'altro dove si condannano quest'ultimi, chiamato Judge Ending. Vi sono 6 episodi acquistabili per ottanta clessidre ciascuno, Il finale ottenuto varia dalle risposte date durante gli episodi. Una volta completato un finale, si possono resettare le scelte per cento clessidre e ottenere il successivo, formando così un totale di settecentoquaranta clessidre per poter giocare entrambi i finali. La Rika Behind Story ha invece 8 episodi e ciascuno costa sessanta clessidre.

## Colonna sonora
Il gioco include varie BGM e OST, rilasciate insieme alle canzoni di apertura e chiusura negli "special package" del gioco, acquistabili nel sito ufficiale di Cheritz.
L'opening principale delle modalità Casual e Deep, "Mysterious Messages", è cantata da Han e composta da DoubleTO. È disponibile sia in coreano sia in inglese. L'ending song delle modalità Casual e Deep, "Like the Sun in the Sky" è cantata da Han e Sirius. Anche questa è stata composta da DoubleTO.
L'opening principale dell'Another Story è chiamata "Light and Daffodils", cantata da Hosan Yi e Hyunjin Lee, i doppiatori di V e Rika, e composta da Flaming Hearts.
L'ending song della Secret Ending 02 è "Mysterious Messages".
L'ending song della V route è "The Compass", cantata da Hosan Lee e composta da Flaming Hearts.
L'ending song della Ray route è "Four Seasons", cantata da SoNakByul e composta da Flaming Hearts.
Vari temi dei personaggi e altre musiche sono state composte da Flaming Hearts e Shinjou Hanabi.
Le BGM che si possono incontrare durante il gioco sono "Mystic Chat" e "Dark Secret". Le BGM di Yoosung sono "Same Old Fresh Air" e "Silly Smile Again". Le BGM di Zen sono "Narcissistic Jazz" e "Lonely but Passionate way". Il BGM di Jaehee è "Lonesome Practicalism". Il BGM di Jumin è "Urban Night Cityscape". Le BGM di 707 sono "Geniusly Hacked Bebop", "Life with Masks" e "My Half is Unknown". Le BGM di V sono "I Miss Happy Rika", e nella V route "Light and Daffodils" e "The Compass". Il BGM di Unknown è "Mysterious Clues". Il BGM di Ray, nella Ray route, è "Endless Struggle". Il BGM di Saeran, nella Ray route, è "I Am the Strongest".
Sono presenti altre soundtrack, incluse nei contenuti scaricabili.

## Merchandising
Nel 2016, Cheritz ha rilasciato il "RFA VIP Package", un pacchetto dove sono inclusi contenuti speciali del gioco. Il pacchetto contiene le BGM originali del gioco; due libri dove sono illustrati e descritti i personaggi, i biglietti da visita di tutti i personaggi, due DVD dove i doppiatori discutono del gioco e articoli vari. Inoltre contiene un codice che sblocca vari contenuti del gioco, come suonerie speciali, chiamate illimitate ai personaggi, velocità massima durante le chatroom e un coupon di 1000 clessidre.
Il 22 dicembre 2017, Cheritz ha rilasciato il "Mint Eye Special Believer Package", un pacchetto dedicato all'Another Story dove sono inclusi contenuti speciali. Il pacchetto contiene le BGM originali dell'Another Story e dei due DLC "April Fool's Day" e "Christmas Day", il diario di Saeran, il libro degli scarabocchi di Rika, nuovi biglietti da visita e altri vari oggetti. Inoltre il pacchetto sblocca le chiamate illimitate per V, Ray e Rika (disponibili solo nell'Another Story) e suonerie speciali. È incluso un coupon di 800 clessidre.
Il 1º agosto 2018, Cheritz ha annunciato il rinnovamento del merchandising per Mystic Messenger. Sono stati aggiunti i cuscini di Ray e V, due poster, otto portachiavi per tutti i personaggi principali del gioco, un mouse pad versione Mint Eye, due set di cartoline che raffigurano tutte le illustrazioni del gioco. Nel primo set sono disponibili le cartoline dei membri della RFA, e nel secondo si possono avere tutte le illustrazioni stampate di V e Ray. Inoltre, sono state aggiunte cinque magliette ironiche per i membri della RFA, un bodypillow a due facce di Ray e Unknown, ovvero Saeran, e un bodypillow estivo per Zen.
Sono disponibili altri articoli ufficiali del gioco, acquistabili dallo shop di Cheritz.